# Ivan Olita
Ivan Olita (Verona, 24 novembre 1987) è un regista italiano, attualmente residente a Los Angeles; è anche il fondatore e direttore creativo della casa di produzione newyorkese BRAVÒ.

## Biografia
Nato a Verona, da padre italiano e madre russa, Ivan comincia la propria carriera come modello all'età di 15 anni. Nel corso della sua carriera di modello ha sfilato per importanti case di moda come Roberto Cavalli, Dolce & Gabbana, Gianfranco Ferré, Gucci, Valentino e Gianni Versace, ed è apparso su riviste come Vogue e Rolling Stone.
Nel 2007 ha iniziato a lavorare per la televisione italiana conducendo una diretta quotidiana su All Music insieme a Valeria Bilello. Nel 2009 ha partecipato a una serata del Festival di Sanremo accanto a Paolo Bonolis. Dal 27 febbraio 2010 al 14 maggio 2011 ha condotto Top Of The Pops su Raidue. Nel gennaio del 2015 ritorna brevemente alla TV italiana per condurre Forte Forte Forte con Raffaella Carrà. Durante la sua carriera televisiva ha intervistato diverse star musicali che vanno da Katy Perry a Ben Harper e Depeche Mode.

## Contenuto editoriale
Olita ha tenuto un blog sulla versione online di Rolling Stone Italia nel 2010. Negli anni successivi ha continuato a collaborare, sia per iscritto, sia tramite fotografie e video, con numerose riviste italiane e internazionali come Vogue, Vanity Fair, Wired, GQ, Visionnaire, Purple, V Magazine e W. Ha collaborato e intervistato artisti come Lady Gaga e Miley Cyrus e icone di moda come Karl Lagerfeld. Nel 2014 è diventato uno dei collaboratori della piattaforma di contenuti di proprietà di LVMH, Nowness.

## Regia
Olita ha frequentato la Rogue Film School con Werner Herzog.
Nel 2010 ha iniziato a documentare i suoi viaggi in luoghi lontani come Mali, la giungla amazzonica, Siberia e Colombia con reportage fotografici che sono stati pubblicati su Vogue.it. Nel 2011 ha documentato la scena underground di clubbing e travestiti milanesi con Freakers un progetto-mostra a Fotografica 2011 di Milano.
Il suo primo corto è venuto nel 2014 con Fabulous James un breve documentario sulla vita del miliardario James Goldstein e la sua casa, disegnata dall’architetto modernista americano John Lautner. Il film è stato pubblicato su Nowness e presentato al Centre Pompidou di Parigi in occasione di Asvoff 7. è stato proiettato durante l’annuncio della donazione della proprietà di Goldstein al LACMA.
Olita ha continuato con una serie di tre film dedicati a documentare le personalità della scena di Los Angeles; Nel 2015 ha girato un secondo film su Mark Mahoney, celebre tatuatore della West Coast e un terzo film e ultimo su Angelyne, showgirl losangelina degli anni '80.
Nel 2015 Purple.tv ha pubblicato una retrospettiva di tutto il suo lavoro legato alla scena di Los Angeles chiamandola TRI-LA-GY.
Nell'ottobre del 2015 Olita ha pubblicato un breve documentario sulla rivoluzione a quattro ruote di L'Havana e il movimento degli skater Cubani seguito da un breve doc su ALMA, l'array Atacama Large Millimeter / submillimeter in Cile, il più grande e costoso progetto di telescopio astronomico al mondo, il breve doc è stato pubblicato su Amuse nel marzo 2016.
Nel gennaio del 2016 V Magazine ha pubblicato Gaga su Gaga, un cortometraggio di Olita che si immerge nella filosofia e nell'etica di vita di Lady Gaga.
Nel dicembre 2016 Olita ha lanciato Muxes, un documentario sul terzo genere del Messico, una comunità di persone che vivono nella parte meridionale della regione di Oaxaca. Il breve doc è stato pubblicato su Short of The Week e il personale scelto da Vimeo prima di essere presentato su National Geographic.

## Direzione creativa
Nel gennaio 2014, dopo essersi trasferito negli Stati Uniti, Olita ha fondato la propria agenzia creativa e casa di produzione a New York, BRAVÒ.
Nell'ottobre del 2013 ha collaborato con l'artista contemporanea Paola Pivi.
Nel marzo 2015 Olita ha collaborato con l'artista contemporaneo Francesco Vezzoli su una serie di film esclusivamente pubblicati su NOWNESS.
Nel 2015 Olita è stato scelto come regista per dirigere la campagna di Farfetch Unfollow.
Nel 2014, ha gestito il lancio di Kim.guru, un'applicazione che permette alle persone di prevedere il clima secondo gli outfit di Kim Kardashians. Nel 2015 la sua agenzia BRAVO era dietro il lancio di JustinKiss.me, un'applicazione che permette alle persone di essere baciate da Justin Bieber caricando un selfie o usando una webcam per caricare un'immagine.
Nel 2014 ha diretto Sincerely La, un cortometraggio per Hugo Boss che ha evidenziato lo spirito e la cultura unici di Los Angeles.
Nel gennaio 2017 Olita è stato affiancato al premio Paolo Sorrentino per dirigere la campagna pubblicitaria Campari 2017.

## Altro
Olita è un collaboratore di SHOWstudio, il sito web diretto da Nick Knight. È stato uno dei protagonisti del 2011 Lavazza Calendar scattato da Mark Seliger. Olita è stato inserito nella pubblicazione Dream, Believe, edita da Electa, come uno dei principali creatori contemporanei insieme a Ashton Kutcher, Lena Dunham e molti altri.

## Programmi televisivi
- Community (All Music, 2007-2009)
- Festival di Sanremo (Rai 1, 2009) Co-conduttore 4ª serata
- Top of the Pops (Rai 2, 2010-2011)
- Forte forte forte (Rai 1, 2015)

## Filmografia
- I liceali 3, regia di Francesco Miccichè e Massimiliano Papi - Miniserie TV (2011)

## Agenzie
- Why Not Model Agency - Milano
- Innovative Artists - New York